# Gabinet Secret
El Museu Secret o Gabinet Secret (en italià, Gabinetto Segreto) és una secció del Museu Arqueològic Nacional de Nàpols que exposa artefactes amb una naturalesa singularment eròtica i sexual.
El terme «gabinet» s'utilitza en referència al «gabinet de curiositats», és a dir, qualsevol col·lecció ben presentada d'objectes per admirar i estudiar.
El Gabinet ocupa les sales 62 i 65, a la planta entresòl del museu.

## Història
«Gabinet Secret» és el nom que els reis borbònics de Nàpols van donar a les habitacions privades (on «només es permetia l'entrada a persones d'edat madura i moral coneguda») en què es recollien els diversos objectes eròtics o sexuals que gradualment anaven sortint a la llum a les excavacions de Pompeia i Herculà o que s'havien adquirit d'altres maneres.
Al llarg dels segles, a causa de la intolerància, especialment per part de l'Església de l'època, la col·lecció també va ser anomenada «Gabinet d'objectes reservats» o «obscens» o fins i tot «pornogràfic». Tot i que l'excavació de Pompeia va ser inicialment un projecte il·lustrat, un cop classificats els artefactes mitjançant un nou mètode de classificació, els considerats obscens i inadequats per al públic en general van ser anomenats «pornogràfics» i el 1821  van ser tancats en un Museu Secret.  A l'antiga Pompeia i Herculà es van trobar frescos eròtics, representacions del déu Príap, símbols i inscripcions sexualment explícits i articles per a la llar com ara llànties d'oli fàl·liques. L'antiga comprensió romana de la sexualitat veia el material explícit de manera molt diferent de la majoria de les cultures actuals. Les idees sobre l'obscenitat es van desenvolupar des del segle xviii fins a l'actualitat en un concepte modern de pornografia.
Després dels moviments revolucionaris de 1848, el Gabinet es va convertir en un símbol de les llibertats civils i la llibertat d'expressió, i per tant va ser cada cop més censurat, ja que es considerava políticament perillós. Fins i tot es va proposar que els objectes fossin destruïts, ja que eren «monuments infames de llicència nobiliària» i «extremadament lascius», per tal de salvaguardar la bona reputació de la casa reial.
La porta del Gabinet Secret va ser tapiada el 1849. Tanmateix, el director de l'aleshores Museu Borbònic de Nàpols, va aconseguir que la col·lecció fos accessible a visitants però amb dificultats: de fet, la porta d'entrada estava proveïda de tres panys amb tres claus diferents, propietat respectivament del director del museu, el «controloro», i del majordom reial. El punt màxim de la censura va arribar el 1851 quan, després que totes les Venus fossin tancades simplement perquè estaven nues, la col·lecció va ser definitivament segellada i finalment fins i tot emparedada perquè «...el fatal record es dispersés tant com fos possible».

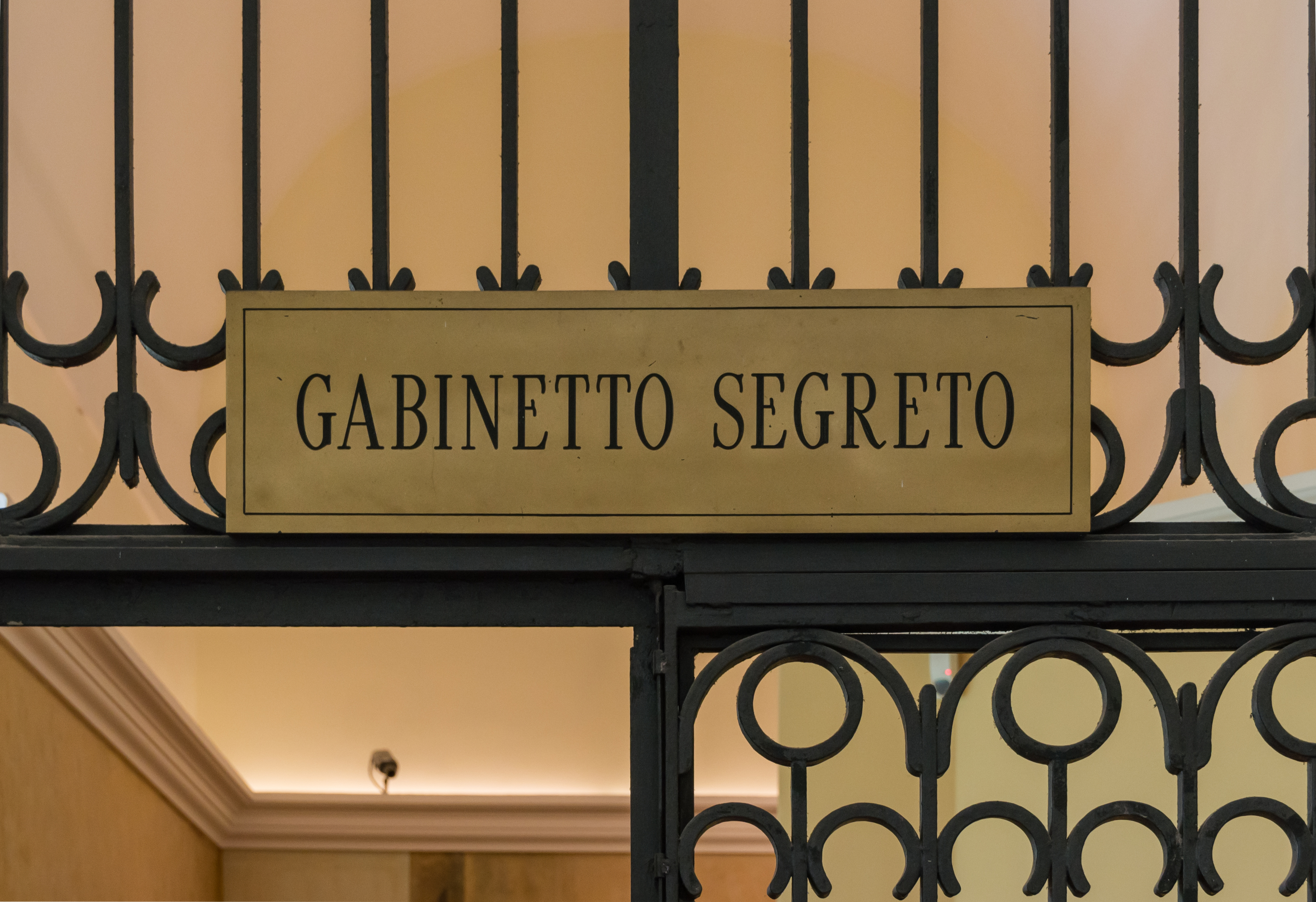
Entrada al Gabinet Secret
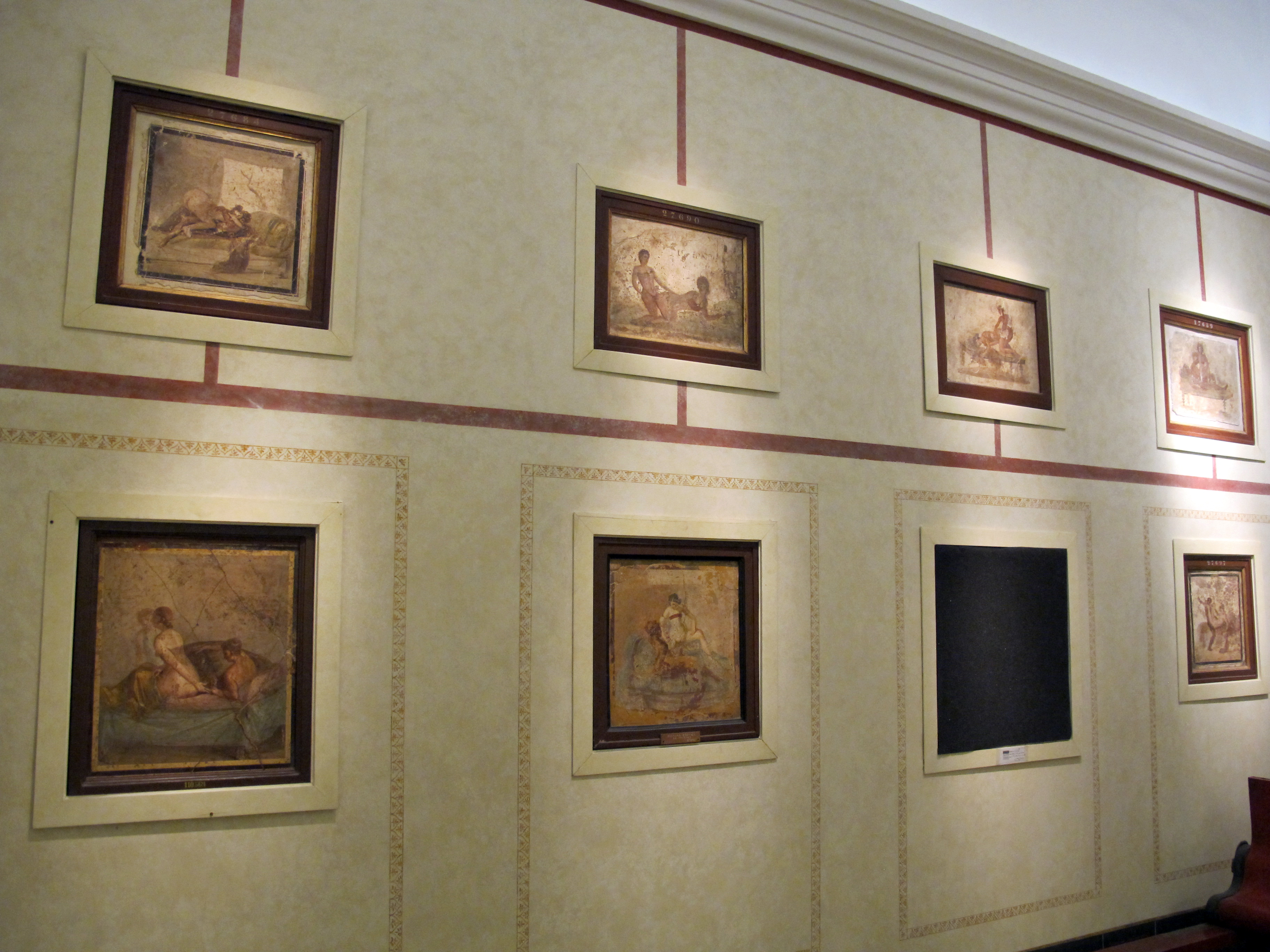
Una de les sales del Gabinet Secret

Quan Garibaldi va arribar a Nàpols el setembre de 1860, va donar immediatament l'ordre de fer que la sala fos accessible «al públic diàriament». De les tres claus, com que no es va trobar la que s'havia subministrat a la casa reial, Garibaldi no va dubtar, per a consternació general, a ordenar que «es trenquessin les portes».
Durant les dècades següents, la llibertat restaurada per Garibaldi va ser gradualment substituïda per la censura del Regne d'Itàlia, que va veure el seu punt màxim durant els vint anys del feixisme, quan per visitar el Gabinet es requeria el permís del Ministre d'Educació Nacional a Roma. Es van construir armaris metàl·lics tancats amb clau sobre frescos eròtics, que es podien mostrar, pagant un suplement, als homes però no a les dones. Aquest espectacle de peep-show encara funcionava a Pompeia a la dècada del 1960. Els armaris només eren accessibles a «persones d'edat madura i moral respectada», cosa que a la pràctica significava només homes educats. El catàleg del Gabinet Secret també era una forma de censura, ja que els gravats i els textos descriptius minimitzaven el contingut de la sala.

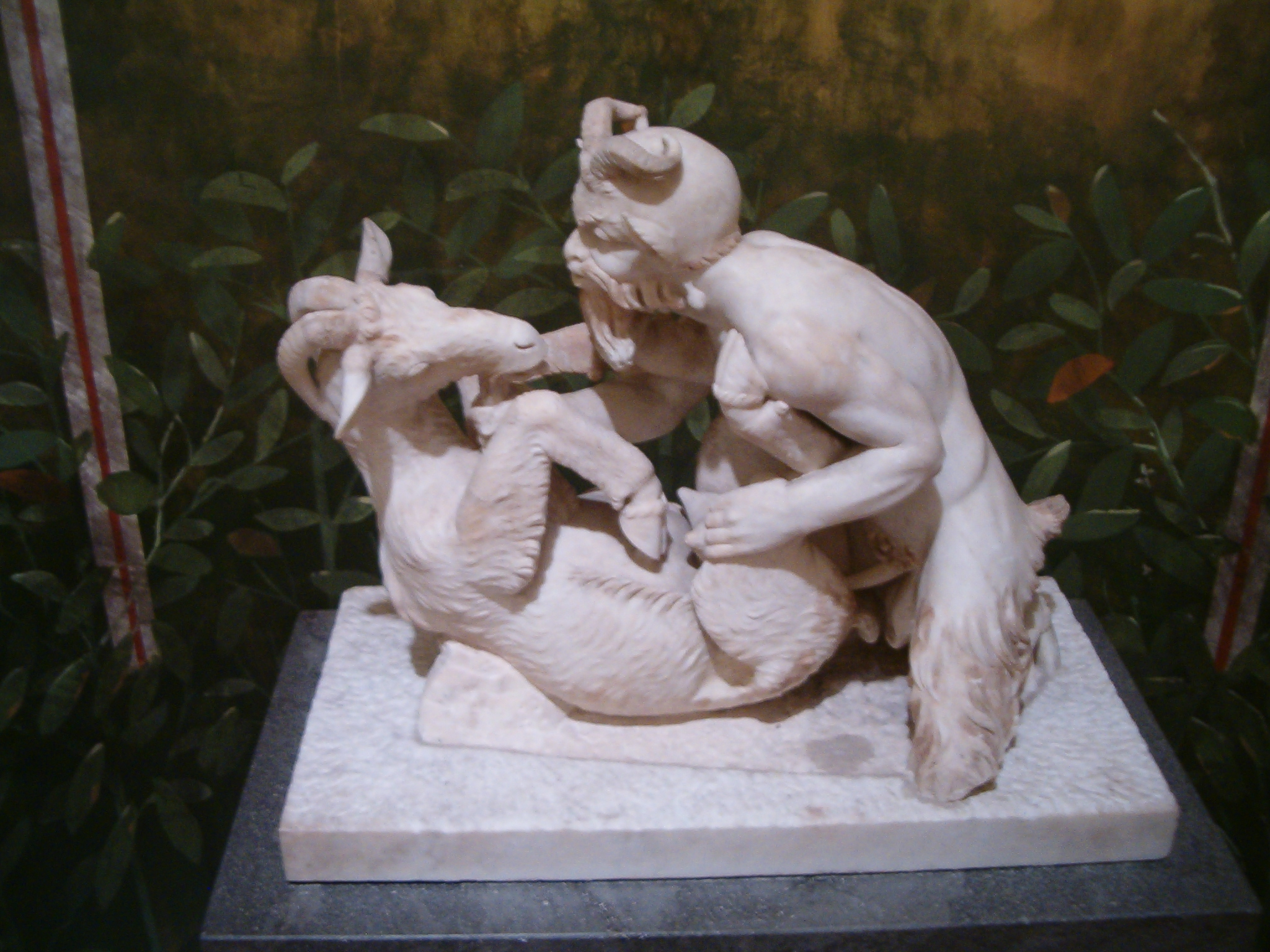
Grup escultòric de Pan amb la cabra, un símbol no oficial del Gabinet Secret
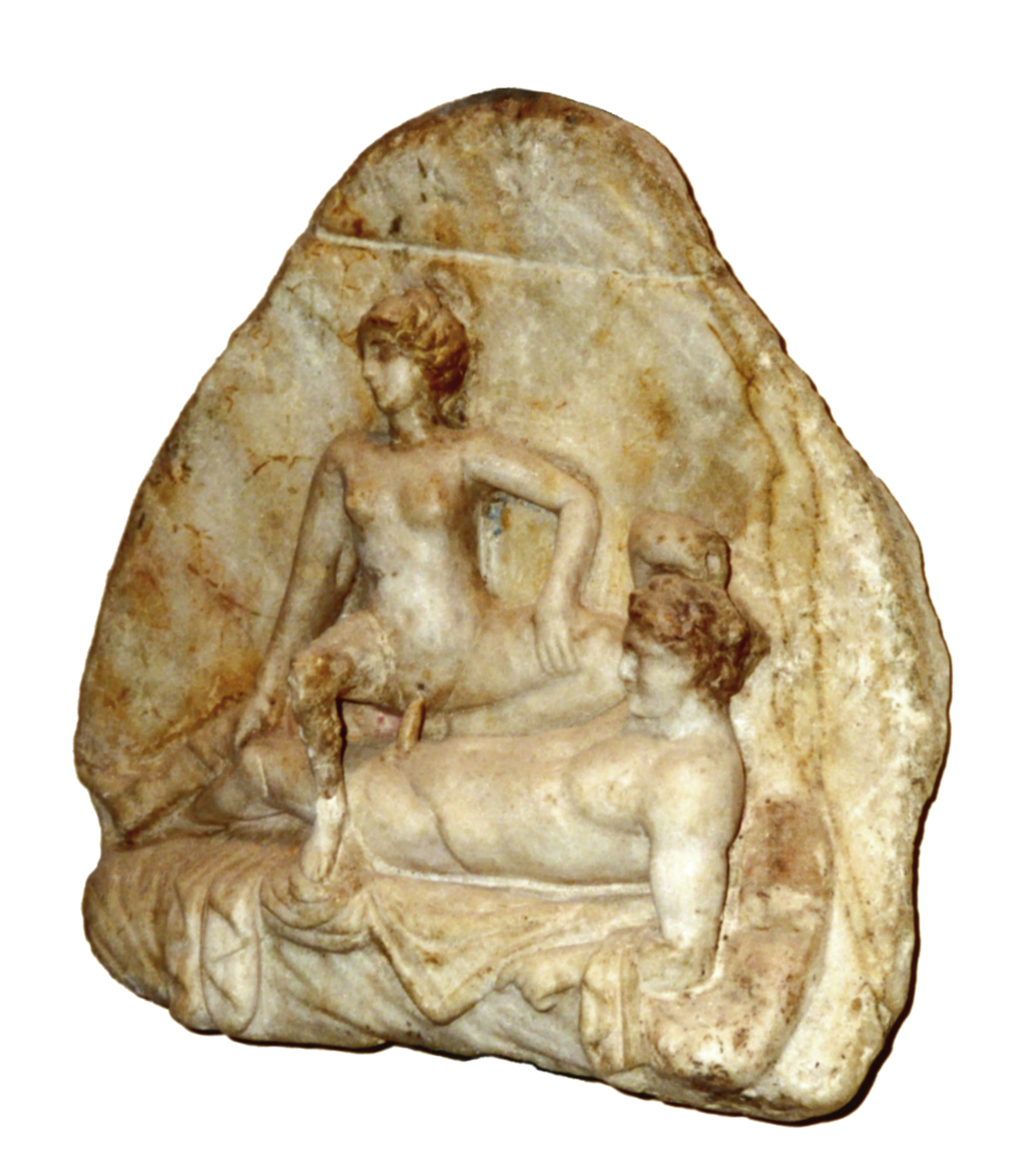
Relleu de marbre amb una escena de coit (d'una caupona pompeiana)
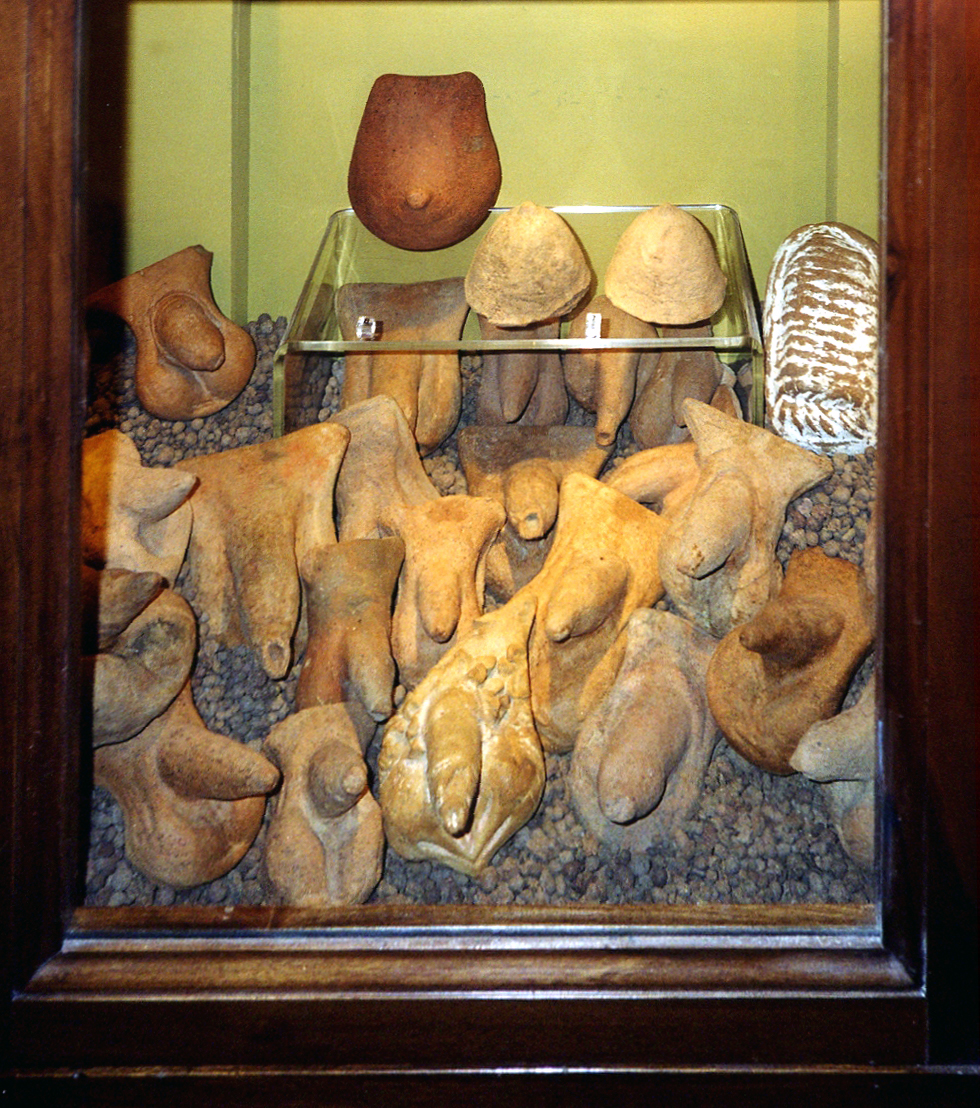
Exvot anatòmic de terracota (d'un santuari samnita a Cales)

La censura va durar en la postguerra fins al 1967, i només es va relaxar després del 1971, quan el ministeri va emetre noves normes per regular les sol·licituds de visites i l'accés a la secció.
Completament reorganitzada amb criteris totalment nous, la col·lecció es va obrir finalment al públic l'abril del 2000. Des del 2005 la col·lecció es conserva en una sala separada del Museu Arqueològic Nacional de Nàpols.

## Descripció

### Sistema d'accés
Tot i que ja no hi ha cap mena de censura, els menors de 14 anys només poden visitar la secció si van acompanyats d'un adult (pare, mare, familiar, professor, etc.) que assumeix així implícitament tota la responsabilitat en aquest sentit.

### La nova configuració
En la nova distribució, es va tenir cura d'agrupar i col·locar els diferents objectes segons la seva procedència i els seus contextos originals.
El Gabinet Secret consta d'una avantsala "A" i, després de creuar la porta d'entrada, un petit vestíbul "V", amb quatre sales interiors en seqüència, disposades en forma de ferradura. Mentre que els objectes exposats a "A" i "V" provenen de diferents llocs i regions, les quatre habitacions interiors reprodueixen en canvi les diferents zones «pompeianes»: 
- "1" la casa pompeiana;
- "2" el jardí pompeià;
- "3" el lupanar (bordell);
- "4" la via pompeiana.

### Els objectes exposats
El Gabinet il·lustra àmpliament els diferents aspectes de la «sexualitat antiga»: des del religiós fins al cultural, des del caricaturesc fins al comercial, des del màgic fins al funerari, fins a allò que es pot remuntar a l'amor i al plaer de parella.

#### Aspecte religiós
L'aspecte religiós es pot trobar en: 

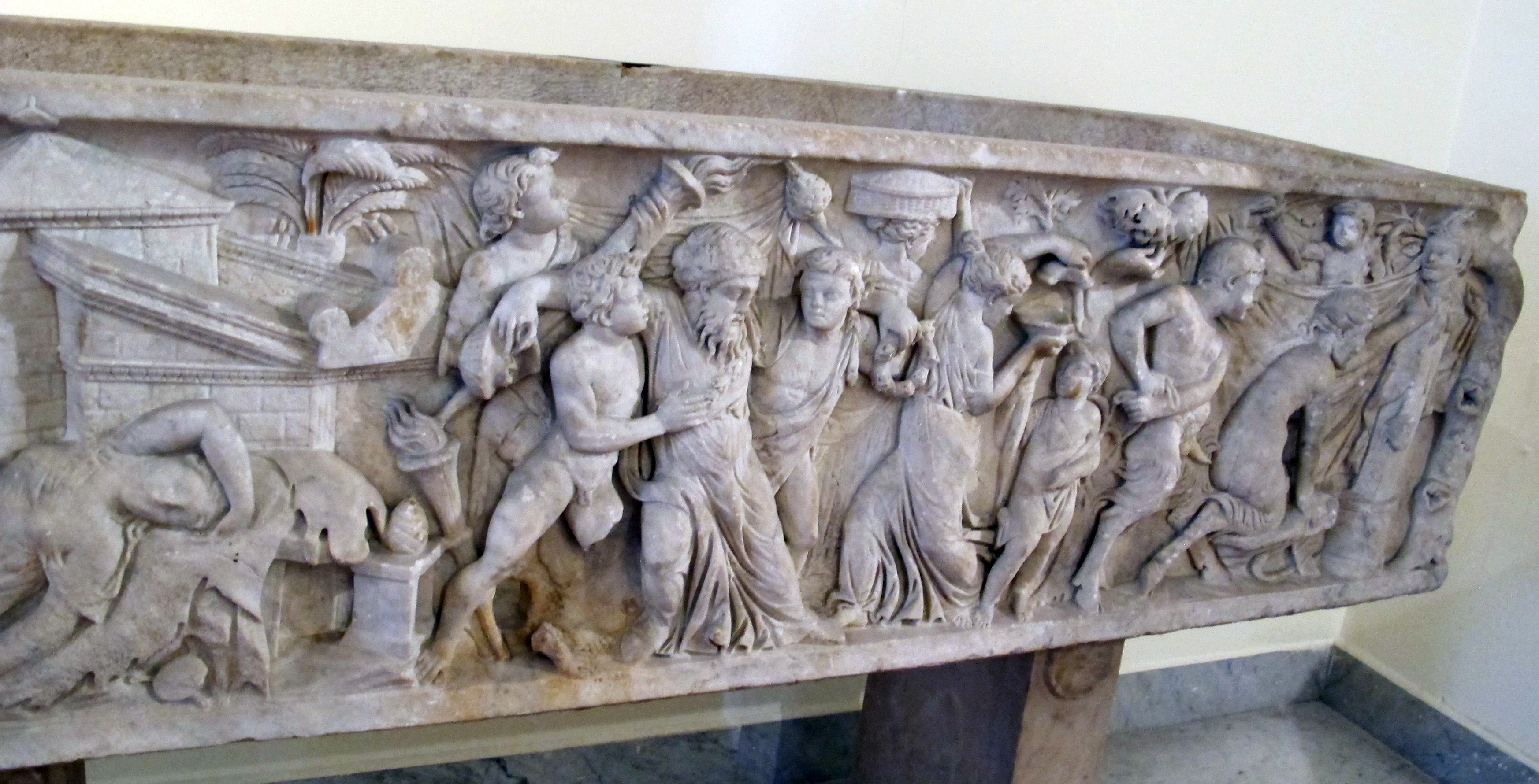
Sarcòfag romà que representa una orgia en honor del déu Dionís

- "A": sarcòfag romà amb una escena bacanal en relleu en què Dionís apareix borratxo al centre, sostingut per dos sàtirs, envoltat de mènades dansaires o adormides mentre altres sàtirs i sàtires es dediquen a jocs eròtics amb altres homes i al fons podem reconèixer un recinte amb un santuari (de la col·lecció Farnese).
- "V": Copa àtica de figures vermelles atribuïda al ceramista Epíctet (segle vi aC) amb una mènade a punt d'aparellar-se amb un ase durant una bacanal; exvots anatòmics de terracota (penis, pits, úters; mitjans del segle iv aC - segle ii aC) trobats en un santuari samnita a Cales.
- "2": estàtua del déu Príap en forma de pilar d'alabastre groc, sense cap (segle i), representa el déu de la fertilitat de les plantes i el déu tutelar de les fronteres dels camps que castigava els lladres de fruita amb penetració anal (vegeu Carmina Priapea).
- "3": estatuetes del déu Príap: les de terracota, amb la falda plena de fruita; algunes de bronze el representen intentant fer una libació sobre el seu fal·lus, símbol de fertilitat; estatueta índia de vori que representa la deessa hindú de la fertilitat Lakxmi, amb una aparença sensual i provocativa, trobada a Pompeia.

#### Aspecte cultural

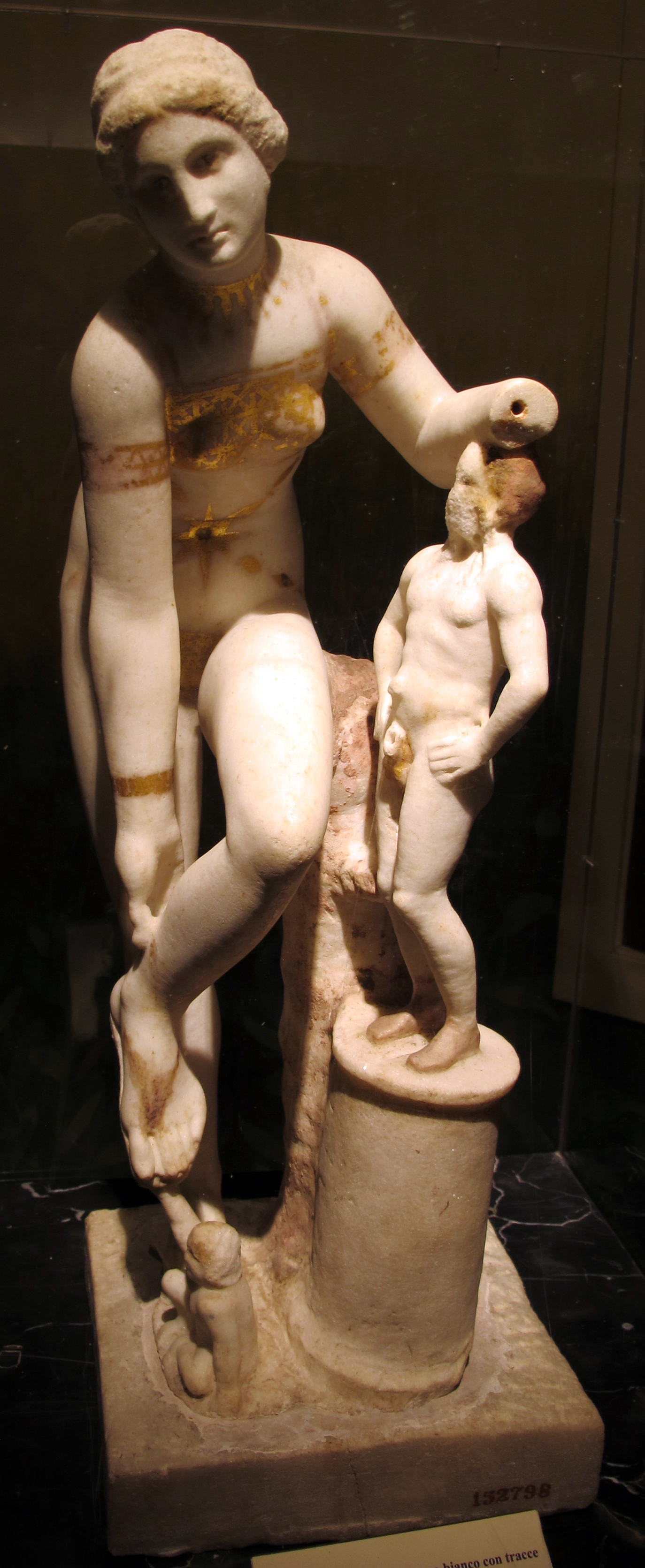
Estàtua de la Venus en biquini

L'aspecte cultural és especialment evident en les decoracions i el mobiliari (frescos, estàtues, baixos relleus) amb temes eròtics, destinats a embellir els interiors de les cases o els jardins de les vil·les, els protagonistes de les quals són divinitats i herois i altres personatges mitològics.
- "A": estàtua de marbre que representa Pan (déu de la fertilitat animal i humana) ensenyant al pastor Dafnis a tocar la flauta de Pan (col·lecció Farnese).[Nota 2]
- "V": petita estatueta de bronze d'un sàtir barbut, mig reclinat, amb un gran fal·lus.
- "1": frescos: aparellament de Leda amb Zeus en forma de cigne; Apol·lo atrapa la nimfa Dafne que, per escapar-ne, comença a transformar-se en un llorer; diverses escenes galants en què joves sàtirs s'entretenen amorosament o eròticament amb mènades o nimfes, Hermafrodit que es revela, de manera similar a Venus Genetrix; Hermafrodit nu que s'oposa als atacs eròtics d'un sàtir, involucrant-se en una acalorada baralla eròtica; abraçada eròtica entre el ciclop Polifem i la nimfa Galatea; Les Tres Gràcies.
- "2": suport de taula de marbre, en forma d'herma dionisíaca o satírica; esplèndid alt relleu en marbre blanc amb Apol·lo i tres nimfes (o Alcibíades amb tres heteres) entretenint-se en un llit (col·lecció Farnese); baix relleu de marbre amb una nimfa defensant-se dels atacs eròtics d'un sàtir, agafant-lo per la barba (d'Herculà; segle i); gran fresc amb el triomf de Venus estirada en una petxina flotant al mar, assistida pel seu fill, el petit Eros; estatueta de marbre de Venus en biquini, trobada a la casa del mateix nom, amb la intenció de deslligar-se una sandàlia per poder submergir-se a l'aigua.
- "3": copa de plata que forma part del ric servei trobat a la Casa del Menandre: mostra en relleu Mart i Venus entretenint-se eròticament en un llit, mentre Eros amb les ales esteses és a prop i els observa (segle i aC).

#### Aspecte caricaturesc
L'aspecte caricaturesc es pot reconèixer en els ambients:
- "A": gran mosaic de tessel·les blanques i negres, trobat a Roma al Celi: mostra pigmeus intentant aparellar-se en vaixells al Nil (el mosaic cobria el terra d'una sala del triclini, de manera que els llits dels comensals estaven col·locats davant d'un vaixell, mentre que l'entrada a la sala estava situada en correspondència amb un hipopòtam).
- "V": Crater de figures vermelles (un gerro destinat a servir vi durant els banquets), amb escenes flíaques amb soldats caricaturitzats amb ventres inflats i fal·lus llargs penjants (de Satícula, Sant'Agata de' Goti; 350 aC).
- "1": frescos que mostren: El déu Pan que, havent descobert una dona adormida, desitjant jeure amb ella, descobreix en canvi que és un hermafrodita i per tant intenta escapar (és infèrtil!), mentre l'altre el sosté pel braç; fugida de Troia d'Enees portant el seu pare Anquises a les espatlles i sostenint el seu petit fill Ascani de la mà, representat en formes canines amb grans fal·lus flàccids.
- "2": pigmeus decidits a aparellar-se a terra o en vaixells, en escenaris del Nil, de vegades observats pels comensals, de vegades per hipopòtams i cocodrils, mentre un grup de tres persones en un vaixell corre el risc d'acabar a l'aigua a causa de la temible oscil·lació causada per l'ímpetu apassionat, i en altres llocs un pigmeu és devorat per un hipopòtam enmig de la indiferència eròtica dels veïns; grup escultòric de marbre amb el déu Pan aparellant-se cara a cara amb una cabra que sosté fermament estirada sobre el seu esquena (segle i - segle i aC): trobat a Herculà a la Vil·la dels Papirs, és amb diferència la peça més censurada i amagada de l'època borbònica.La troballa més antiga del Gabinet: un gerro grec amb una escena sexual entre dos homes

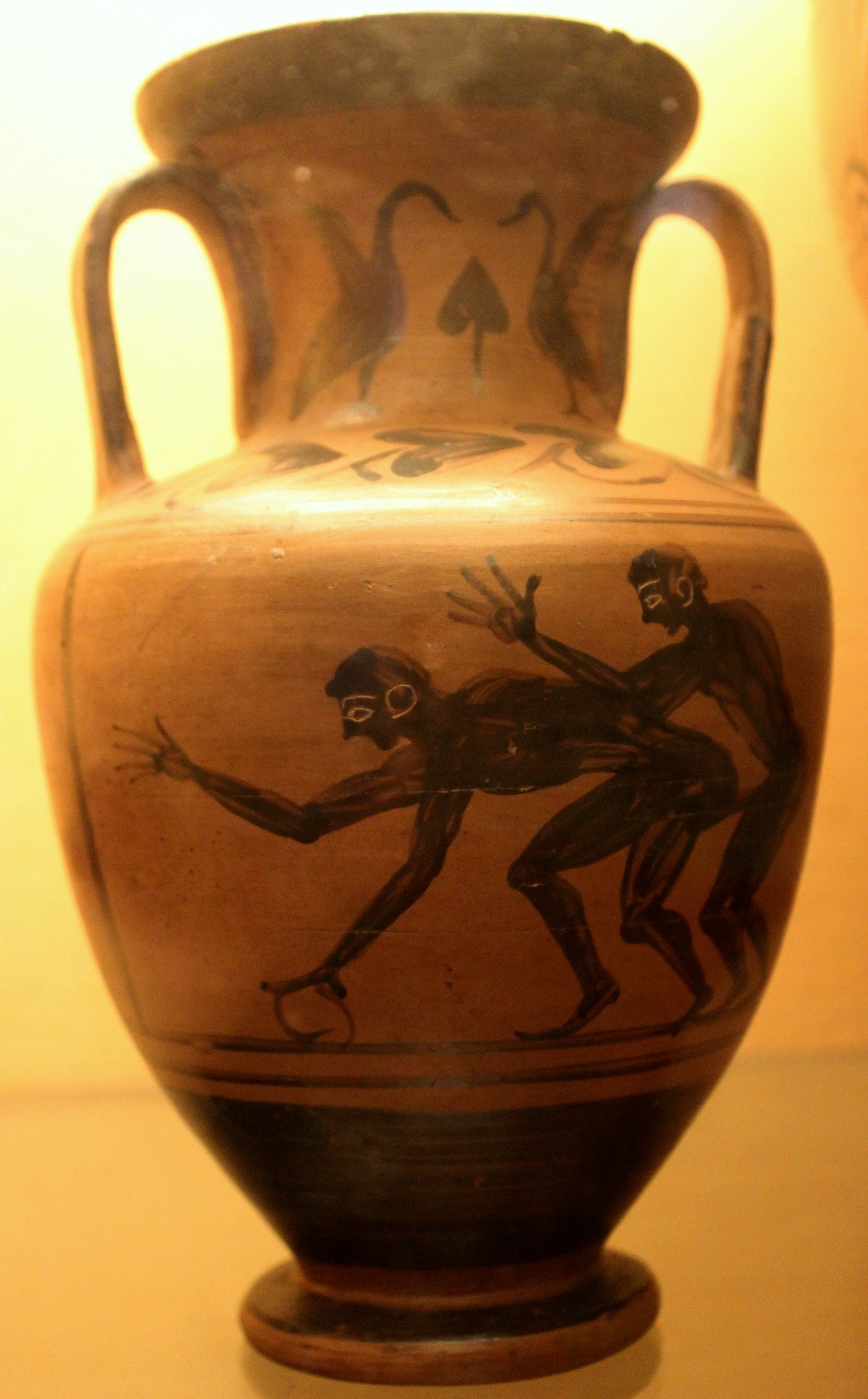
La troballa més antiga del Gabinet: un gerro grec amb una escena sexual entre dos homes

- "3": es poden admirar diversos i estranys objectes destinats a taules i banquets amb l'objectiu d'alegrar els convidats o fer riure els comensals: gerres de terracota amb forma de nans deformes i caricaturitzats amb un penis gran i prominent; copes de ceràmica amb forma de cara de sàtir amb una llengua fàl·lica mòbil que emergia balancejant-se un cop s'omplia d'alguna beguda; els anomenats «Placentarii», estatuetes de bronze que representen venedors ambulants repugnants o servents esquelètics amb un penis gran i flàccid penjant, que porten safates de plata on s'oferien dolços exquisits (segle i); petites estatuetes de bronze de personatges representats de manera caricaturitzada (pigmeus dansaires, un poeta o orador mig nu, un guerrer gal) destinades simplement a decorar la taula; llàntia de ceràmica amb una figura barbuda, asseguda, amb un enorme fal·lus, intentant llegir un rotlle de papir: ha estat reconeguda pels erudits jueus com una caricatura d'un rabí.
- "4": un fresc trobat en un carreró de Pompeia, com a façana d'una botiga: mostra un ase penetrant un lleó i sent declarat guanyador per la Victòria alada que li ofereix la corona i la palma de la victòria; més enllà de l'aspecte caricaturesc, aquest fresc probablement amaga un missatge al·legòric, interpretable ja sigui en el sentit que la paciència (personificada per l'ase) és superior a la força bruta (el lleó), o en un sentit polític, que l'home ignorant del carrer (l'ase) pot sotmetre als poderosos del moment.

#### Aspecte comercial
L'aspecte comercial és especialment visible en els frescos dels «lupanars» (del llatí lupa = prostituta). Als bordells romans "3" es troben frescos pornogràfics de qualitat artística modesta (és una pintura popular), que representen escenes de coit (exclusivament heterosexuals) en diverses posicions.
Els romans les distingien i les indicaven amb el nom de la deessa de l'amor «Venus»: Venus pendula, Venus pendula conversa, Venus pendula aversa, etc. Al fresc amb una escena de penetració anal hi ha rastres d'una inscripció pintada: «Lente impelle», una petició de la prostituta als seus clients convidant-los a «empenyar suaument»; en un altre fresc hi ha una inscripció ratllada: «Sic Emiliu» escrita per un client, un tal Emili, que recorda a tothom «(haver-ho fet) així mateix»; també hi ha un alt relleu de marbre amb una escena de coit similar a les que es mostren als frescos, trobats en una taverna pompeiana (caupona); finalment, s'exposen diverses llànties rodones de ceràmica de l'època imperial, amb escenes de coit similars en relleu al disc: com que aquestes llànties no estaven destinades a bordells, és un gènere força estès en tots els jaciments i llocs on van arribar els romans.

#### Aspecte màgic
L'aspecte màgic de la sexualitat romana es reconeix sobretot en l'ús del fal·lus (membre masculí erecte) com a apotropaic i amulet. Objectes emblemàtics d'aquesta creença són especialment:
- "3": els tintinnabuli de bronze, que es penjaven de cadenes a les entrades de cases o botigues amb la funció específica de preservar-les i defensar-les del mal d'ull, la mirada envejosa i la mala sort. El tintinnabulum clàssic és un penis erecte amb cos de lleó (símbol de força i poder) i dues ales obertes, equipat (a discreció) amb altres fal·lus: certament el que hi ha entre les potes del darrere, però possiblement també una cua fàl·lica, o una banya fàl·lica, o potes fàl·liques, etc.; les nombroses campanes associatives, penjades d'altres cadenes, són imprescindibles, dissenyades per foragitar els mals esperits amb el seu so. Com que el riure també foragita els mals esperits, alguns tintinnabuli poden adoptar formes caricaturesques: una peça excepcional (i potser única al món) és la que té la forma d'un gladiador lluitant amb dagues contra el seu propi penis erecte, transformat en una pantera agressiva; també és divertit el pigmeu que munta un fal·lus-cavall, fins i tot el corona, i mentrestant no s'adona que està a punt de ser penetrat per la cua fàl·lica. Potser també es pot veure una funció apotropaica en les tres llànties de bronze que representen ferrers que, sostenint un martell, es donen cops ben dirigits sobre el seu immens fal·lus (la punta del qual és la metxa), tant que salten en una mena de dansa sincronitzada.

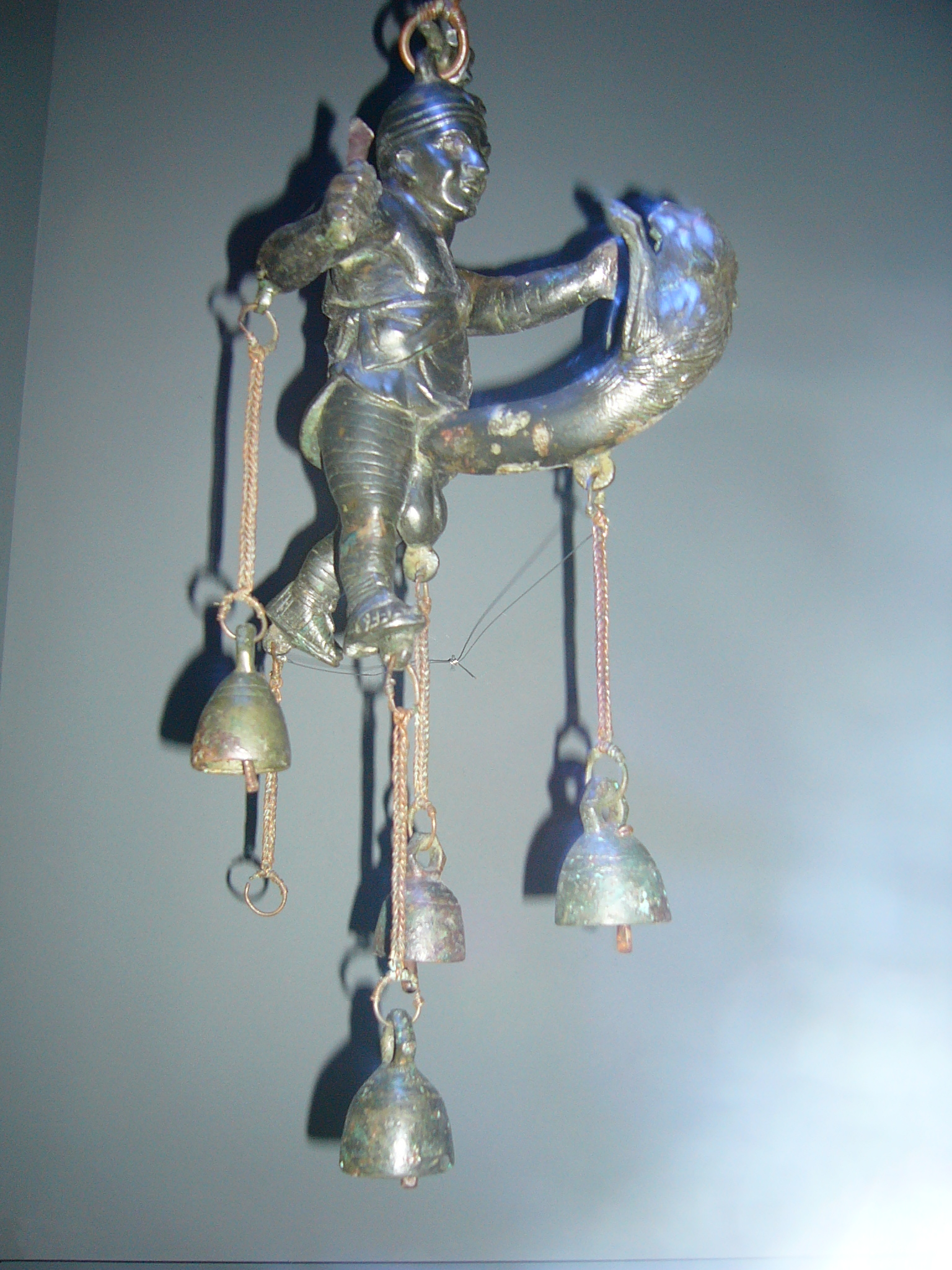
Tintinnabulum del Gladiador
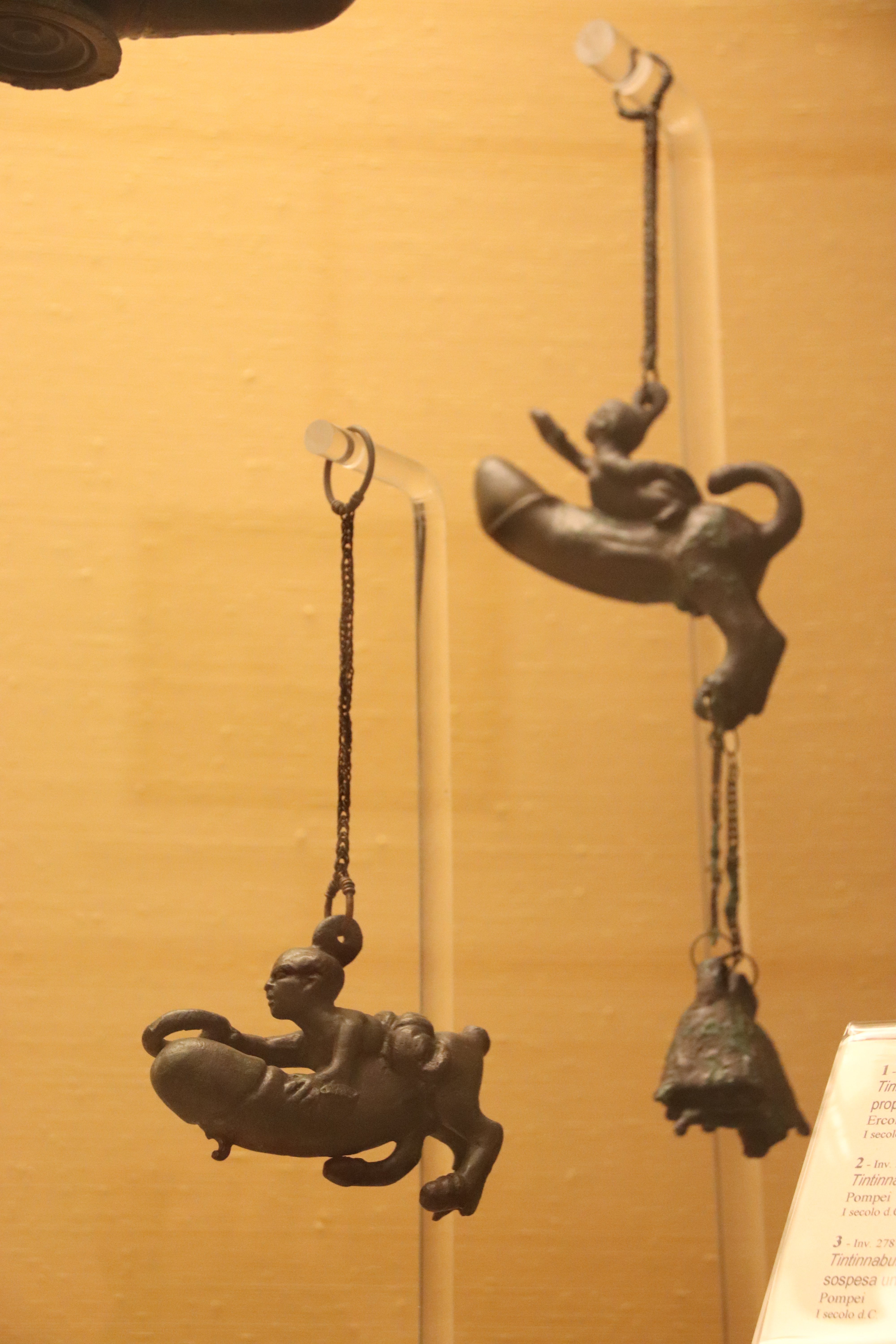
Les troballes més llunyanes del Gabinet Secret: grandiosos fal·lus de bronze penjants originaris de  l'Índia
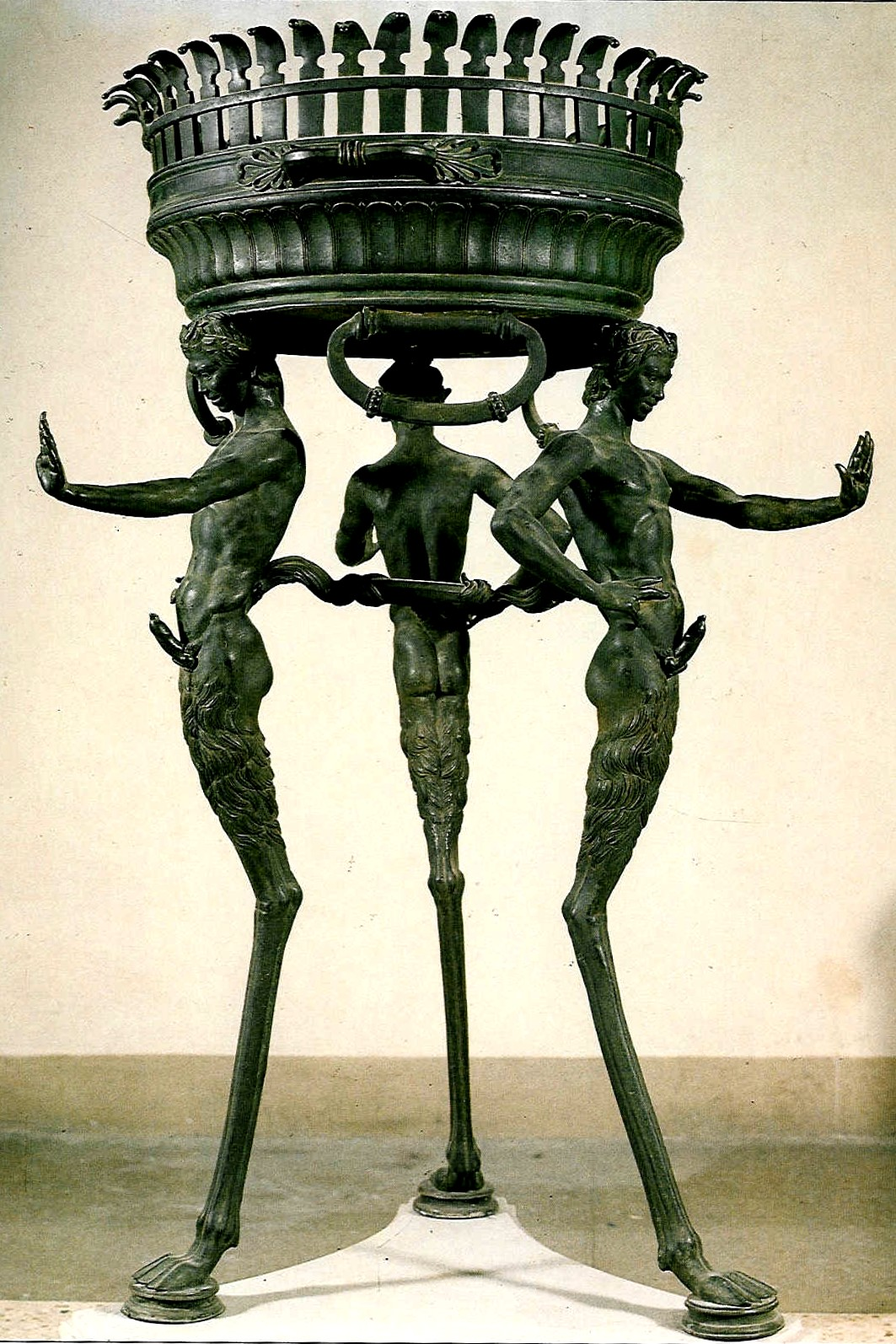
Braser de bronze amb potes de joves sàtirs (Casa de Giulia Felice, Pompeia)
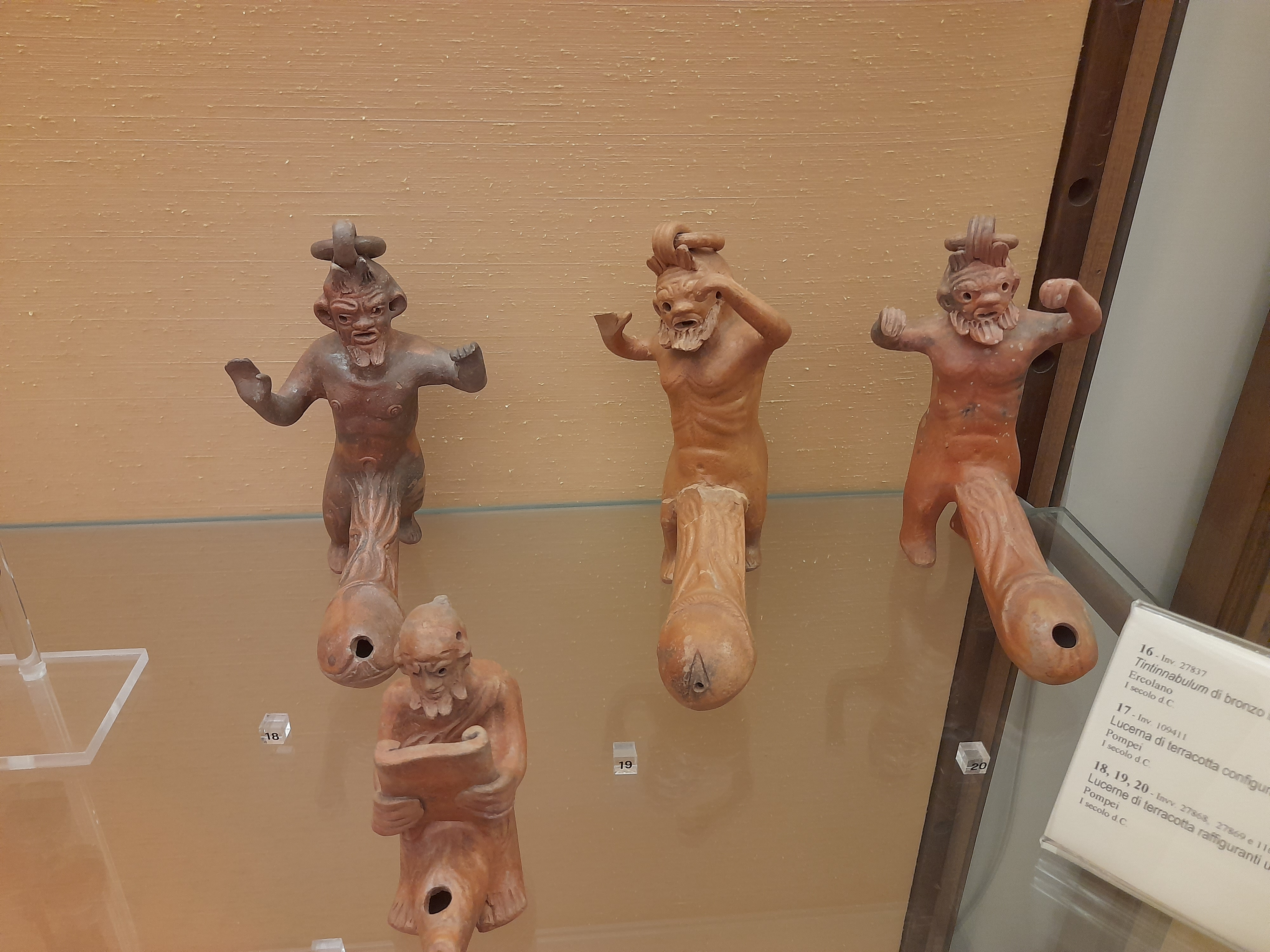
Llànties de terracota

- Una peça molt valuosa és un braser (del segle i aproximadament), de la Casa de Júlia Fèlix a Pompeia, els tres peus del qual tenen forma de joves sàtirs fent un gest apotropaic (la mà esquerra estesa cap endavant), mentre que el seu penis erecte té la mateixa funció màgica. També és molt interessant la petita estatueta de bronze de Mercuri (reconeixible pel barret alat) que té tant la funció d'amulet (els nombrosos fal·lus al cap que protegeixen i neutralitzen el mal des de qualsevol direcció d'on vingui) com la de talismà (el déu sosté una bossa de monedes a la mà dreta, atraient així la riquesa i tots els altres béns a la casa); tenim una figura similar en "4" en un fresc on Mercuri amb la bossa de monedes apareix aquesta vegada amb ales als peus i el caduceu, brandant un únic fal·lus enorme. En una vitrina hi ha nombrosos amulets fàl·lics (anomenats fascinum pels romans) destinats principalment a nens, al voltant del coll dels quals es penjaven per protegir-los d'accidents i malalties; però també amulets destinats a adults (per exemple, arracades fàl·liques de plata). Les fascines estan fetes de diferents materials: os i vori treballats, bronze, cristall de roca, etc.
- Interessant és el fal·lus de corall, precursor de l'amulet de banya vermella (cornicello), encara molt estès a la zona napolitana. Els amulets fàl·lics també eren molt comuns entre les matrones d'extracció patrícia per propiciar la seva fertilitat i la capacitat de generar la continuïtat de la gens. Molt comú és el fal·lus erecte en creu, de bronze, sostingut en un extrem per l'anomenada «mà immodesta», de la qual es penja el penis d'un nen; o el petit puny que fa el gest anomenat «le fiche». Sovint en els amulets d'os es poden trobar ulls gravats (de vegades estilitzats en cercles concèntrics) que augmenten l'eficàcia de l'amulet ja que, en atraure més la mirada malèvola, fan que colpegi l'objecte i no la persona.
- "4": s'exhibeixen un parell de fal·lus de tuf adossats a les parets, o signes fàl·lics, que es troben fora d'algunes botigues pompeianes: tenen la mateixa funció i propòsit que els tintinnabuli; el rètol més famós porta la inscripció «Hic habitat felicitas» procedent d'una fleca (pistrinum), que ens informa que tot va bé allà: naturalment des del punt de vista empresarial i comercial, no des del sexual.

#### Aspecte funerari
L'aspecte funerari es dóna en:

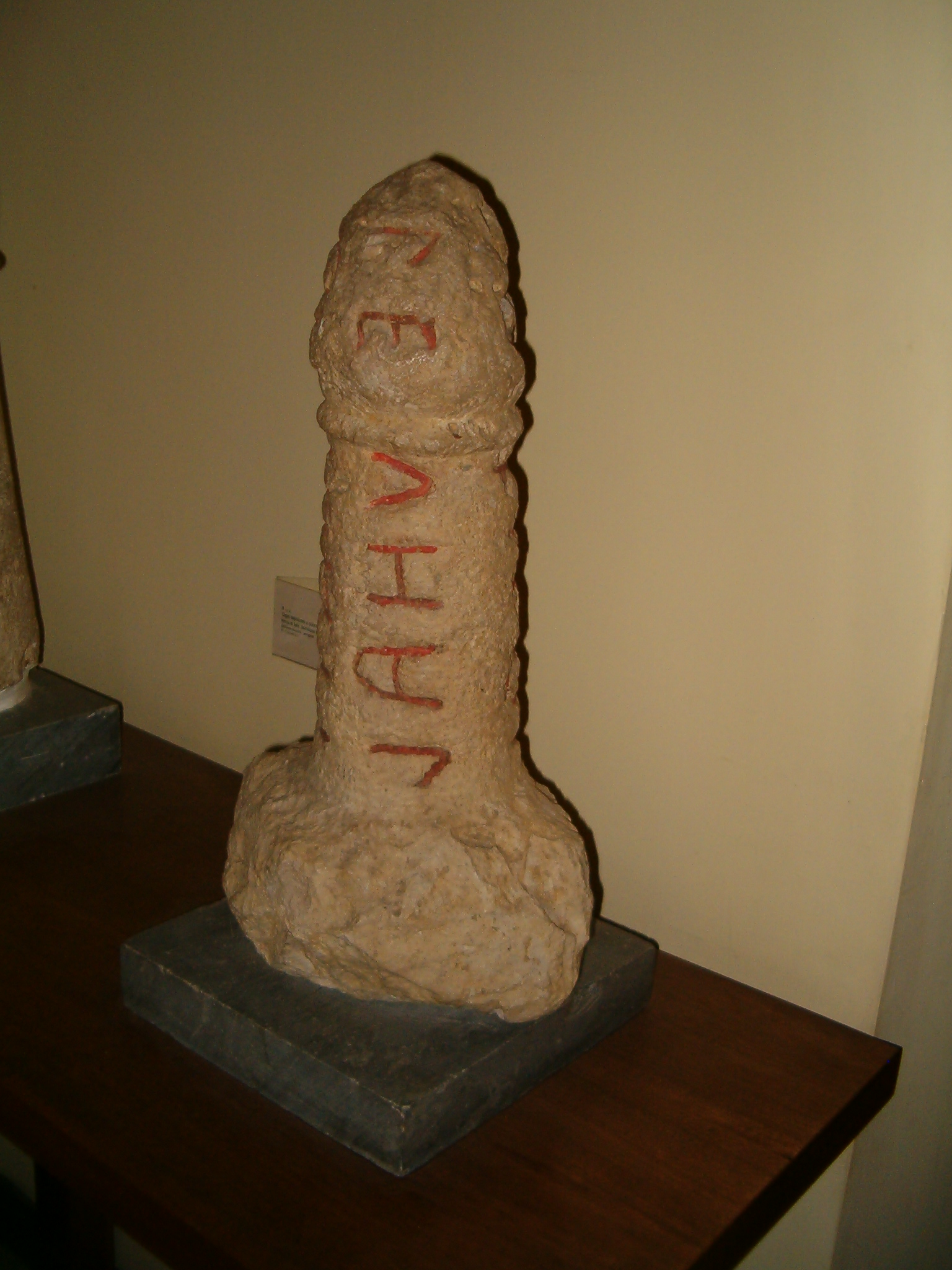
Fita funerària fàl·lica de LANUEL

- "V": de Cippi phallici en travertí, marcadors funeraris etruscs de la zona de Chiusi i Perusa (segles ii - i aC): s'expliquen habitualment com a làpides de personatges masculins la virilitat o força generativa dels quals s'emfatitzava especialment; en realitat, els noms etruscs gravats al fust són tant d'homes com de dones (Lanuel / Lania / Mainath / Arnth / Uplna, etc.), per la qual cosa potser s'haurien d'explicar més aviat amb una esperança de renaixement (ja que la terra, a la qual es descendeix amb la mort, és un fort símbol femení per la seva fertilitat, i no seria possible tornar a néixer si faltés l'element masculí).
- "A": una altra peça vinculada al món funerari és naturalment el sarcòfag romà esmentat de la col·lecció Farnese (vegeu més amunt: aspecte religiós).

#### Aspecte eròtic-amorós
L'aspecte relacionat amb l'amor i el plaer de la parella es pot trobar en les següents peces:
- "V": plat àtic de figures vermelles (mitjan segle v aC) amb una escena de sexe anal entre un home i un esclau (o prostituta: les dones lliures o casades mai van ser representades d'aquesta manera); àmfora etrusca de figures negres amb una escena de sodomia masculina en un context esportiu (les escenes d'homosexualitat masculina només apareixen en contextos culturals grecs o etruscs, no en els romans); gran crater itàlic de figures vermelles, amb dos joves en un banquet en presència d'una hetera (prostituta) que els sedueix eròticament aixecant-li el vestit (segona meitat del segle iv aC, de Sant'Agata de' Goti); cal destacar un mirall de bronze etrusc, amb una escena eròtica gravada (col·lecció Borgia - segle iv aC).
- "3": fresc de la Casa de Luci Cecili Giocondo a Pompeia, amb una escena eròtica entre una parella jove: ell aixeca la manta, ella estén la mà i la petita criada que s'allunya, desapareixent al fons com un fantasma, havent entès que és hora de retirar-se; llit elegant (reconstruït en les seves parts de fusta) amb elements decoratius originals en bronze (caps d'ànec, cupidos, amorets) i damasquinat de coure i plata (tauler d'escacs amb «grecs», vinyes amb flors); gran bol de bronze amb una escena eròtica en un tondo a l'interior (segle i): aquest tipus d'objecte, a més de ser realment destinat a les ablucions durant els banquets o el lavabo, també podia simplement ser exposat als atris de les cases per impressionar els visitants o suggerir la riquesa, el refinament o la cultura del propietari; tres sàtirs baixos, barbuts i nus amb enormes fal·lus, de ceràmica (segle i): se'ls anomena comunament llànties, però probablement són consoladors: de fet, mentre que a un li falta el forat per a la metxa, els altres dos que en tenen no mostren rastres de cremat; dues petites estatuetes de terracota de parelles d'amants besant-se: alguns drets, els altres estirats en un llit amb un gosset als braços.

#### Objectes diversos
Finalment, hi ha alguns objectes de naturalesa i ús diferents que no es poden classificar en els aspectes comentats anteriorment. Formen part de la gran col·lecció d'art del cardenal Stefano Borgia, exposada a la "V" en una vitrina especial on es recullen totes les peces de tema sexual: el caràcter vuitcentista i d'antiquari de la col·lecció en destaca clarament, i no són infreqüents els objectes falsos i pseudoantics (per exemple, els petits bronzes, o el baix relleu de marbre amb un gall priàpic adorat per les gallines del galliner). Única en el seu gènere és una làmpada pintada de negre amb un fal·lus alat en relleu (similar a un tintinàbul). Finalment, no són fàcils d'interpretar les petites estatuetes de pedra tova, que representen un nen (similar, pel cap rapat i la trena que cau cap al costat, al déu egipci Harpòcrates), caracteritzat per un enorme fal·lus que abraça o deixa al costat (de l'època ptolemaica).

## Obres
| Imatge | Títol                                                                            | Origen                                   | Sala   | Nº d'inventari |
| ------ | -------------------------------------------------------------------------------- | ---------------------------------------- | ------ | -------------- |
|        | Apol·lo i Dafne                                                                  | Casa de Marc Lucreci Frontó Pompeia      | Sala 1 | 9536           |
|        | Hermafrodit                                                                      | Herculà                                  | Sala 1 | 9224           |
|        | Tres Gràcies                                                                     | Casa de Titus Dentatius Panthera Pompeia | Sala 1 | 9236           |
|        | Leda i el cigne                                                                  | Herculà                                  | Sala 1 | 27695          |
|        | Sàtir abraçant una mènade                                                        | Casa de Luci Cecili Jocund Pompeia       | Sala 1 | 110590         |
|        | Mart i Venus                                                                     | Casa del Menandre Pompeia                | Sala 1 | 9250           |
|        | Caricatura d'Enees, Anquises i Ascani fugint de Troia                            | Pompeia                                  | Sala 1 | 9089           |
|        | Amors de Polifem i Galatea                                                       | Casa dels Capitells de Colors Pompeia    | Sala 1 | 27687          |
|        | Un sàtir sorprèn una mènade                                                      | Pompeia                                  | Sala 1 | 27693          |
|        | Pan i Hermafrodit                                                                | Casa dels Dioscurs Pompeia               | Sala 1 | 27700          |
|        | Sàtir abraçant una nimfa                                                         | Casa dels Epigrames Pompeia              | Sala 1 | 27705          |
|        | Vell sàtir i Hermafrodit                                                         | Casa d'Epidi Sabí Pompeia                | Sala 1 | 27875          |
|        | Sàtir i Hermafrodit                                                              | Herculà                                  | Sala 1 | 27701          |
|        | Sàtir intentant unir-se a Hermafrodit                                            | Pompeia                                  | Sala 1 | 110878         |
|        | Sàtir i Mènade                                                                   | Herculà                                  | Sala 1 | 27699          |
|        | Vinyeta de fons vermell amb sàtir i nimfa                                        | Pompeia                                  | Sala 1 | 27685          |
|        | Pintura de l'habitació del ltriclini amb escenes de pigmeus                      | Casa del Cirugià Pompeia                 | Sala 2 | 113196         |
|        | Pintura del Nil                                                                  | Pompeia                                  | Sala 2 | 27698          |
|        | Pintura del Nil                                                                  | Pompeia                                  | Sala 2 | 27702          |
| -      | Vinyeta de fons vermell amb Pan i cabres                                         | Herculà                                  | Sala 2 | 9162 a         |
| -      | Vinyeta de fons vermell amb Pan i cabres                                         | Herculà                                  | Sala 2 | 9162 b         |
|        | Venus a la petxina i Eros                                                        | Pompeia                                  | Sala 2 | -              |
| -      | Pintura amb escena eròtica                                                       | Lupanar Pompeia                          | Sala 3 | 27694          |
|        | Pintura amb escena eròtica                                                       | Lupanare Pompeia                         | Sala 3 | 27684          |
|        | Pintura amb escena eròtica                                                       | Lupanar Pompeia                          | Sala 3 | 27690          |
|        | Pintura amb escena eròtica                                                       | Lupanar Pompeia                          | Sala 3 | -              |
|        | Pintura amb escena eròtica                                                       | Lupanar Pompeia                          | Sala 3 | 27689          |
| -      | Dona jeguda i home dret                                                          | Pompeia                                  | Sala 3 | 27706          |
|        | Pintura amb escena eròtica                                                       | Casa de Luci Cecili Giocond Pompeia      | Sala 3 | 110569         |
| -      | Pintura amb escena eròtica                                                       | Pompeia                                  | Sala 3 | 27686          |
|        | Pintura amb escena eròtica                                                       | Pompeia                                  | Sala 3 | 27696          |
|        | Pintura amb escena eròtica                                                       | Pompeia                                  | Sala 3 | 27697          |
|        | Ase, coronat per la deessa Victòria, penetrant en un lleó / combat de gladiadors | Pompeia                                  | Sala 4 | 27683          |
|        | Mercuri avançant                                                                 | Pompeia                                  | Sala 4 | -              |